# 大原稲荷神社 (世田谷区)
大原稲荷神社（おおはらいなりじんじゃ）は、東京都世田谷区の神社。

## 歴史
1782年（天明2年）に創建された。伏見稲荷大社の神職である羽倉摂津守信邦が勧請したという。そのため「羽倉（はぐら）稲荷」と呼ばれていたが、訛って「はぐさ稲荷」になったという。
摂末社として代田橋大鳥社があり、酉の市には多くの人で賑わっている。京王沿線では著名な市である。
現在の社殿は、1932年（昭和7年）に新築したものである。
なお、京王線代田橋駅の高架化工事に伴う仮線設置に伴い、社殿の移設工事が実施されている。

## 交通アクセス
- 代田橋駅より徒歩1分。